# Whispering Corridors
Série
Memento Mori
(1999)
Pour plus de détails, voir Fiche technique et Distribution.
Whispering Corridors (여고괴담, Yeogogoedam) est un film sud-coréen réalisé par Park Ki-hyeong, sorti en 1998. C'est le premier épisode de la série Whispering Corridors.
C'est l'un des premiers films du renouveau du cinéma coréen après la fin de dictature et de la censure. Il opère une critique du système éducatif en Corée du Sud.

## Synopsis
Dans un lycée pour fille, Mme Park tyrannise les élèves et suspecte que l'école soit hantée.

## Fiche technique
- Titre : Whispering Corridors
- Titre original : 여고괴담 (Yeogogoedam)
- Réalisation : Park Ki-hyeong
- Scénario : In Jung-ok et Park Ki-hyeong
- Musique : Sung-heon Moon
- Montage : Hahm Sung-won
- Production : Lee Choon-yeon
- Société de production : Cine-2000 Film Production
- Pays :  Corée du Sud
- Genre : Drame, horreur, fantastique et thriller
- Durée : 105 minutes
- Dates de sortie : 
  -  Corée du Sud : 30 mai 1998

## Distribution
- Choi Kang-hee : Yoon Jae-yi
- Kim Gyu-ri : Lim Ji-oh
- Lee Mi-yeon : Heo Eun-young
- Lee Yong-nyeo : Park Gi-suk
- Park Jin-hee : Park So-young
- Park Yong-soo : Oh Kwang-gu
- Yun Ji-hye : Kim Jung-sook